# Dietrich Lang (Politiker)
Dietrich Lang (* 23. September 1917 in Karlsruhe; † 8. August 2007 in Neu-Ulm) war ein deutscher Kommunalpolitiker und Jurist. Von 1961 bis 1977 war er Oberbürgermeister der Stadt Neu-Ulm.

## Leben
Lang wuchs in Achern auf und kam nach Kriegsdienst, Gefangenschaft und Studium zunächst als Richter am Amtsgericht nach Neu-Ulm. Am 5. September 1961 wurde der parteilose Lang als Nachfolger des verstorbenen Tassilo Grimmeiß in das Amt des Oberbürgermeisters der Stadt gewählt. Bei den folgenden Kommunalwahlen wurde er dreimal als Parteiloser von sämtlichen Parteien zur Wahl vorgeschlagen.
In seine 16-jährige Amtszeit fallen die Eingemeindung der Orte Gerlenhofen, Finningen, Reutti, Holzschwang, Pfuhl, Burlafingen und Steinheim sowie der Verlust der Kreisfreiheit im Zuge der kommunalen Neuordnung Bayerns. Mit dem Ziel, die deutsch-französische Aussöhnung zu stärken, betrieb er 1966 nachhaltig die Vereinbarung einer Städtepartnerschaft mit der französischen Stadt Bois-Colombes, die er auch über seine Amtszeit hinaus intensiv pflegte.
Lang setzte entscheidende Impulse zur städtebaulichen Gestaltung Neu-Ulms. Neben der Errichtung zahlreicher öffentlicher Gebäude, so der Grund- und Hauptschule in Ludwigsfeld, der Mehrzweckhalle in Gerlenhofen, der Dreifachturnhalle in Offenhausen, der Bezirkssportanlage im Muthenhölzle oder der gemeinsamen Eislaufhalle der Städte Ulm und Neu-Ulm, initiierte er insbesondere den Bau des Edwin-Scharff-Hauses als kulturellen Mittelpunkt der Stadt und betrieb die Rückholung des Werkes des Bildhauers Edwin Scharff in dessen Geburtsstadt.
Neben seinen Aufgaben als Bürgermeister engagierte Lang sich auch in Spitzenpositionen verschiedener kommunaler Verbände. So war er stellvertretender Vorsitzender und Schatzmeister des Bayerischen Städtetags und als Sprecher der parteilosen Bürgermeister Mitglied des Präsidiums des Deutschen Städtetags.  
Im Jahr 1977 kandidierte Lang aus gesundheitlichen Gründen nicht für eine Wiederwahl. Im selben Jahr wurde er anlässlich seines 60. Geburtstages zum Ehrenbürger der Stadt Neu-Ulm ernannt. Auch die französische Partnerstadt Bois-Colombes verlieh ihm die Ehrenbürgerwürde. Zu seinem Nachfolger wurde Peter Biebl gewählt.
Am 8. August 2007 starb Dietrich Lang wenige Wochen vor Vollendung seines 90. Lebensjahrs nach kurzer Krankheit.
Die Stadt Neu-Ulm benannte ein in Langs Amtszeit errichtetes Sportzentrum an der Europastraße nach ihm.